# SBS Open at Turtle Bay
SBS Open at Turtle Bay jest turniejem golfowym z kalendarza kobiecego zawodowego touru LPGA Tour. Rozgrywany jest od 2005 na polu golfowym The Arnold Palmer Course w resorcie Turtle Bay na wyspie Oʻahu na Hawajach.
Od samego początku turniej rozgrywany był przez trzy dni (54 dołki) z cutem po dwóch dniach. Aktualną mistrzynią jest amerykańska golfistka Angela Stanford.

## Zwyciężczynie
| Data                | Mistrzyni        | Wynik              | Przewaga    | 2. miejsce                                |
| ------------------- | ---------------- | ------------------ | ----------- | ----------------------------------------- |
| 14 lutego 2009(dts) | Angela Stanford  | -10 (65-71-70=206) | 3 uderzenia | Michelle Wie                              |
| 16 lutego 2008(dts) | Annika Sörenstam | -10 (70-67-69=206) | 2 uderzenia | Russy Gulyanamitta, Laura Diaz, Jane Park |
| 17 lutego 2007(dts) | Paula Creamer    | -9 (67-70-70=207)  | 1 uderzenie | Julieta Granada                           |
| 18 lutego 2006(dts) | Joo Mi Kim       | -10 (70-65-71=206) | dogrywka    | Lorena Ochoa, Soo Young Moon              |
| 26 lutego 2005(dts) | Jennifer Rosales | -8 (66-69-73=208)  | 2 uderzenia | Michelle Wie, Cristie Kerr                |

## Historia
| Data              | Miejsce zawodów          | Pula nagród | Nagroda za 1. miejsce |
| ----------------- | ------------------------ | ----------- | --------------------- |
| 13-15 lutego 2009 | The Arnold Palmer Course | $1.200.000  | $180.000              |
| 14-16 lutego 2008 | The Arnold Palmer Course | $1.100.000  | $165.000              |
| 15-17 lutego 2007 | The Arnold Palmer Course | $1.100.000  | $165.000              |
| 16-18 lutego 2006 | The Arnold Palmer Course | $1.000.000  | $150.000              |
| 24-26 lutego 2005 | The Arnold Palmer Course | $1.000.000  | $150.000              |